# خريستو فورنيغوف
خريستو فورنيغوف (مواليد 25 نوفمبر 1966) هو ملاكم بلغاري، مثّل بلاده في الألعاب الأولمبية الصيفية 1988.

## روابط خارجية
- خريستو فورنيغوف على موقع أوليمبيديا (الإنجليزية)